# Tour Down Under 2017
19. edycja wyścigu Santos Tour Down Under odbyła się w dniach 17-22 stycznia 2017 roku. Trasa tego australijskiego, sześcioetapowego wyścigu liczyła 802 km. Był to pierwszy wyścig należący do cyklu UCI World Tour 2017, najwyższej kategorii szosowych wyścigów kolarskich.

## Lista startowa
Na starcie tego wyścigu stanęło 19 ekip, osiemnaście drużyn jeżdżących w UCI World Tour 2017 i jeden zespół zaproszony przez organizatorów z tzw. "dziką kartą".
| Numery | Kod | Drużyna           |
| ------ | --- | ----------------- |
| 1-7    | ORS | Orica-Scott       |
| 11-17  | BOH | Bora-Hansgrohe    |
| 21-27  | BMC | BMC Racing Team   |
| 31-37  | SUN | Team Sunweb       |
| 41-47  | SKY | Team Sky          |
| 51-57  | DDD | Dimension Data    |
| 61-67  | LTS | Lotto Soudal      |
| 71-77  | CDT | Cannondale-Drapac |
| 81-87  | TBM | Bahrain-Merida    |
| 91-97  | ALM | Ag2r-La Mondiale  |

| Numery  | Kod | Drużyna                 |
| ------- | --- | ----------------------- |
| 101-107 | AST | Astana Pro Team         |
| 111-117 | KAT | Team Katusha-Alpecin    |
| 121-127 | FDJ | FDJ                     |
| 131-137 | MOV | Movistar Team           |
| 141-147 | QST | Quick-Step Floors       |
| 151-157 | TLJ | Team LottoNL-Jumbo      |
| 161-167 | UAD | UAE Abu Dhabi           |
| 171-177 | TFS | Trek-Segafredo          |
| 181-187 | AUS | Reprezentacja Australii |

## Etapy
| Etap | Data        | Start – meta            | Typ         | Dystans (km) | Zwycięzca etapu | Lider        |
| ---- | ----------- | ----------------------- | ----------- | ------------ | --------------- | ------------ |
| 1.   | 17 stycznia | Unley – Lyndoch         | Pagórkowaty | 118,5        | Caleb Ewan      | Caleb Ewan   |
| 2.   | 18 stycznia | Stirling – Paracombe    | Pagórkowaty | 148,5        | Richie Porte    | Richie Porte |
| 3.   | 19 stycznia | Glenelg – Victor Harbor | Pagórkowaty | 144          | Caleb Ewan      | Richie Porte |
| 4.   | 20 stycznia | Norwood – Campbelltown  | Pagórkowaty | 149,5        | Caleb Ewan      | Richie Porte |
| 5.   | 21 stycznia | McLaren Vale – Willunga | Pagórkowaty | 151,5        | Richie Porte    | Richie Porte |
| 6.   | 22 stycznia | Adelaide                | Płaski      | 90           | Caleb Ewan      | Richie Porte |

### Etap 1 – 17.01: Unley > Lyndoch – 118,5 km
| #  | Zawodnik         | Zespół | Czas       |
| -- | ---------------- | ------ | ---------- |
| 1. | Caleb Ewan       | ORS    | 3h 24' 18" |
| 2. | Danny van Poppel | SKY    | + 0"       |
| 3. | Sam Bennett      | BOH    | + 0"       |

| #  | Zawodnik         | Zespół | Czas       |
| -- | ---------------- | ------ | ---------- |
| 1. | Caleb Ewan       | ORS    | 3h 24' 08" |
| 2. | Danny van Poppel | SKY    | + 4"       |
| 3. | Sam Bennett      | BOH    | + 6"       |

### Etap 2 – 18.01: Stirling > Paracombe – 148,5 km
| #  | Zawodnik       | Zespół | Czas       |
| -- | -------------- | ------ | ---------- |
| 1. | Richie Porte   | BMC    | 3h 46' 06" |
| 2. | Gorka Izagirre | MOV    | + 16"      |
| 3. | Esteban Chaves | ORS    | + 16"      |

| #  | Zawodnik       | Zespół | Czas       |
| -- | -------------- | ------ | ---------- |
| 1. | Richie Porte   | BMC    | 7h 10' 14" |
| 2. | Gorka Izagirre | MOV    | + 20"      |
| 3. | Esteban Chaves | ORS    | + 22"      |

### Etap 3 – 19.01: Glenelg > Victor Harbor – 144 km
| #  | Zawodnik          | Zespół | Czas       |
| -- | ----------------- | ------ | ---------- |
| 1. | Caleb Ewan        | ORS    | 3h 24' 45" |
| 2. | Peter Sagan       | BOH    | + 0"       |
| 3. | Niccolò Bonifazio | TBM    | + 0"       |

| #  | Zawodnik       | Zespół | Czas        |
| -- | -------------- | ------ | ----------- |
| 1. | Richie Porte   | BMC    | 10h 34' 59" |
| 2. | Gorka Izagirre | MOV    | + 20"       |
| 3. | Esteban Chaves | ORS    | + 22"       |

### Etap 4 – 20.01: Norwood > Campbelltown – 149,5 km
| #  | Zawodnik         | Zespół | Czas       |
| -- | ---------------- | ------ | ---------- |
| 1. | Caleb Ewan       | ORS    | 3h 45' 19" |
| 2. | Peter Sagan      | BOH    | + 0"       |
| 3. | Danny van Poppel | SKY    | + 0"       |

| #  | Zawodnik       | Zespół | Czas        |
| -- | -------------- | ------ | ----------- |
| 1. | Richie Porte   | BMC    | 14h 20' 18" |
| 2. | Gorka Izagirre | MOV    | + 20"       |
| 3. | Esteban Chaves | ORS    | + 22"       |

### Etap 5 – 21.01: McLaren Vale > Willunga Hill – 151,5 km
| #  | Zawodnik       | Zespół | Czas       |
| -- | -------------- | ------ | ---------- |
| 1. | Richie Porte   | BMC    | 3h 40' 13" |
| 2. | Nathan Haas    | DDD    | + 20"      |
| 3. | Esteban Chaves | ORS    | + 20"      |

| #  | Zawodnik       | Zespół | Czas        |
| -- | -------------- | ------ | ----------- |
| 1. | Richie Porte   | BMC    | 18h 00' 21" |
| 2. | Esteban Chaves | ORS    | + 48"       |
| 3. | Nathan Haas    | DDD    | + 51"       |

### Etap 6 – 22.01: Adelaide – 90 km
| #  | Zawodnik    | Zespół | Czas       |
| -- | ----------- | ------ | ---------- |
| 1. | Caleb Ewan  | ORS    | 1h 55' 28" |
| 2. | Peter Sagan | BOH    | + 0"       |
| 3. | Marko Kump  | UAD    | + 0"       |

| #  | Zawodnik       | Zespół | Czas        |
| -- | -------------- | ------ | ----------- |
| 1. | Richie Porte   | BMC    | 19h 55' 49" |
| 2. | Esteban Chaves | ORS    | + 48"       |
| 3. | Jay McCarthy   | BOH    | + 51"       |

## Liderzy klasyfikacji po etapach
| Etap                 | Zwycięzca            | Klasyfikacja generalna | Klasyfikacja górska | Klasyfikacja punktowa | Klasyfikacja młodzieżowa | Klasyfikacja drużynowa  |
| -------------------- | -------------------- | ---------------------- | ------------------- | --------------------- | ------------------------ | ----------------------- |
| 1                    | Caleb Ewan           | Caleb Ewan             | Laurens de Vreese   | Caleb Ewan            | Caleb Ewan               | Bora-Hansgrohe          |
| 2                    | Richie Porte         | Richie Porte           | Richie Porte        | Richie Porte          | Ruben Guerreiro          | Reprezentacja Australii |
| 3                    | Caleb Ewan           | Richie Porte           | Richie Porte        | Caleb Ewan            | Ruben Guerreiro          | Reprezentacja Australii |
| 4                    | Caleb Ewan           | Richie Porte           | Richie Porte        | Caleb Ewan            | Ruben Guerreiro          | Reprezentacja Australii |
| 5                    | Richie Porte         | Richie Porte           | Richie Porte        | Caleb Ewan            | Jhonatan Restrepo        | Reprezentacja Australii |
| 6                    | Caleb Ewan           | Richie Porte           | Thomas De Gendt     | Caleb Ewan            | Jhonatan Restrepo        | Reprezentacja Australii |
| Klasyfikacja końcowa | Klasyfikacja końcowa | Richie Porte           | Thomas De Gendt     | Caleb Ewan            | Jhonatan Restrepo        | Reprezentacja Australii |

## Klasyfikacje końcowe

### Klasyfikacja generalna
| M-ce | Zawodnik          | Zespół               | Czas        |
| ---- | ----------------- | -------------------- | ----------- |
| 1.   | Richie Porte      | BMC Racing Team      | 19h 55' 49" |
| 2.   | Esteban Chaves    | Orica-Scott          | + 48"       |
| 3.   | Jay McCarthy      | Bora-Hansgrohe       | + 51"       |
| 4.   | Nathan Haas       | Dimension Data       | + 51"       |
| 5.   | Diego Ulissi      | UAE Abu Dhabi        | + 59"       |
| 6.   | Rohan Dennis      | BMC Racing Team      | + 1' 02"    |
| 7.   | Rafael Valls      | Lotto Soudal         | + 1' 02"    |
| 8.   | Robert Gesink     | Team LottoNL-Jumbo   | + 1' 02"    |
| 9.   | Wilco Kelderman   | Team Sunweb          | + 1' 02"    |
| 10.  | Jhonatan Restrepo | Team Katusha-Alpecin | + 1' 04"    |

| M-ce | Zawodnik        | Zespół            | Punkty |
| ---- | --------------- | ----------------- | ------ |
| 1.   | Thomas De Gendt | Lotto Soudal      | 35     |
| 2.   | Richie Porte    | BMC Racing Team   | 32     |
| 3.   | Esteban Chaves  | Orica-Scott       | 22     |
| 4.   | Jack Bauer      | Quick-Step Floors | 19     |
| 5.   | Jérémy Maison   | FDJ               | 14     |

| M-ce | Zawodnik         | Zespół         | Punkty |
| ---- | ---------------- | -------------- | ------ |
| 1.   | Caleb Ewan       | Orica-Scott    | 63     |
| 2.   | Danny van Poppel | Team Sky       | 51     |
| 3.   | Nathan Haas      | Dimension Data | 46     |
| 4.   | Peter Sagan      | Bora-Hansgrohe | 44     |
| 5.   | Jay McCarthy     | Bora-Hansgrohe | 39     |

| M-ce | Zawodnik             | Zespół                  | Czas        |
| ---- | -------------------- | ----------------------- | ----------- |
| 1.   | Jhonatan Restrepo    | Team Katusha-Alpecin    | 19h 56' 53" |
| 2.   | Michael Storer       | Reprezentacja Australii | + 14"       |
| 3.   | Ruben Guerreiro      | Trek-Segafredo          | + 21"       |
| 4.   | Odd Christian Eiking | FDJ                     | + 25"       |
| 5.   | Lucas Hamilton       | Reprezentacja Australii | + 1' 00"    |

| M-ce | Zespół                  | Czas        |
| ---- | ----------------------- | ----------- |
| 1.   | Reprezentacja Australii | 59h 51′ 47″ |
| 2.   | Movistar Team           | + 1' 19"    |
| 3.   | Trek-Segafredo          | + 1' 20"    |
| 4.   | Team Katusha-Alpecin    | + 1' 43"    |
| 5.   | BMC Racing Team         | + 1' 50"    |